# 齋藤達則
齋藤 達則（さいとう たつのり、1984年1月29日 - ）は、日本の元社会人野球選手（内野手）である。現役時代はJR東日本硬式野球部所属し、背番号3であった。

## 来歴
千葉県出身。日大三高では3年の春・夏に連続して甲子園出場。春の甲子園ではホームランを記録し、夏の甲子園では全国制覇を遂げている。高校時代の同期に内田和也、千葉英貴、近藤一樹、都築克幸らがいる。
2002年に明治大学へ進学。2004年春季リーグ（3年次）には優勝を経験した。2005年春季リーグ（4年次）には首位打者を獲得し、ベストナインにも選ばれた。

2006年にJR東日本へ入社。堀井哲也監督の方針から従来の一塁手に加えて二塁手でも出場機会を得てレギュラーを獲得した。第78回都市対抗野球大会（2007年）ではチーム初の準優勝を経験した。2009年シーズンから主将に就任してチームをまとめる。
第82回都市対抗野球大会（2011年）の2回戦（対ヤマハ戦）、二塁から打者のヒットでホームに生還しようと三塁を回ったところで左太ももの肉離れに見舞われ途中退場した。チームはその後勝ち進み初優勝を遂げる。齋藤は決勝戦後の表彰式でチームメイトの介助を受け、松葉杖を使いながら黒獅子旗を受け取った。2012年シーズンは試合に出場せずリハビリに費やし、2013年2月に実戦復帰した。